# 四日市郵便局 (大分県)
四日市郵便局（よっかいちゆうびんきょく）は大分県宇佐市にある郵便局。民営化前の分類では集配特定郵便局であった。

## 概要
住所：〒879-0499 大分県宇佐市葛原780-3
民営化直前の集配業務再編において、多くの集配特定郵便局は配達センターとなったが、当局は地域郵便輸送の拠点として統括センターとされたため、民営化に際し郵便事業株式会社の支店が併設された。
宇佐市内には、民営化前に集配普通郵便局であった長洲郵便局があるが、こちらは郵便事業会社の支店ではなく集配センターの併設となっていた。通常とは逆のパターンである「旧普通局であった集配センター併設局」と「旧特定局であった直営支店併設局」の両方が同一市内に存在した、全国で唯一のケースである。
その後、郵便事業株式会社と郵便局株式会社の統合による日本郵便株式会社発足に伴い、どちらの郵便事業株式会社の施設もそれぞれ元の郵便局と統合されている。

## 沿革
- 1872年3月9日（明治5年2月1日） - 四日市郵便取扱所として開設[1]。
- 1875年（明治8年）1月1日 - 四日市郵便局となる。
- 1880年（明治13年） - 為替取扱を開始。
- 1882年（明治15年） - 貯金取扱を開始。
- 1896年（明治29年）12月16日 - 四日市郵便電信局となる。
- 1903年（明治36年）4月1日 - 通信官署官制の施行に伴い四日市郵便局となる。
- 1953年（昭和28年）12月1日 - 電話通話事務を除く電気通信業務の取扱を四日市電報電話局に移管[2]。
- 1956年（昭和31年）9月17日 - 和文電報受付事務の取扱を開始。
- 1982年（昭和57年）11月22日 - 宇佐市四日市から同市葛原に移転。
- 2007年（平成19年）10月1日 - 民営化に伴い、併設された郵便事業宇佐四日市支店に一部業務を移管。
- 2012年（平成24年）10月1日 - 日本郵便株式会社の発足に伴い、郵便事業宇佐四日市支店を四日市郵便局に統合。
- 2022年（令和4年）10月3日 - 麻生郵便局から集配業務を移管。

## 取扱内容
- 郵便、印紙、ゆうパック、内容証明
- 貯金、為替、振替、振込、国際送金、国債、投資信託
- 生命保険、バイク自賠責保険
- 地方公共団体事務（宇佐市入場券の発売）
- ゆうちょ銀行ATM
- 宇佐市内、中津市内の一部地域の集配業務
- ゆうゆう窓口

## 周辺
- 宇佐市役所四日市出張所
- 大分県立宇佐産業科学高等学校
- 葛原古墳

## アクセス
- 国道10号 四日市交差点を北へすぐ
- 大交北部バス NTT前停留所、もしくは葛原入口停留所下車
- 宇佐別府道路 宇佐ICから北へ約3.5km
- 駐車場あり：22台